# ペグ・エントウィスル
ペグ・エントウィスル（Peg Entwistle、1908年2月5日 – 遺体発見：1932年9月18日）は、イギリス、ウェールズ生まれの舞台、映画女優。
24歳の時に「HOLLYWOOD」サインの「H」の文字の上から投身自殺したことで、広く知られるようになった。
映画「Thirteen Women」撮影終了直後、1932年9月16日の夜に自殺したことはほぼ間違いないが、2日の間遺体が発見されず、公式に彼女の没日は、検視官が彼女の死を確認した1932年9月18日とされている。

## 生い立ち
ミリセント・リリアン・エントウィスル (Millicent Lilian Entwistle)は、 英国ウェールズのポート・タルボットにて、イングランド人の両親、ロバート・エントウィスル (Robert S. Entwistle) とエミリー・スティーヴンソン (Emily Stevenson) の娘として出生し、幼少期はロンドンのウェストキングストンにて育ったが、ごく幼い頃に母エミリーを亡くし、父ロバートは再婚した。1916年3月、ミリセントが8歳の時、一家は、リヴァプールよりニューヨーク行きの汽船フィラデルフィア号に乗船し、アメリカに移住した。その後、継母である父ロバートの再婚相手も死亡し、1922年には父ロバートもひき逃げ事故に遭い死亡した。遺されたミリセントと2人の腹違いの弟は、一家と共にニューヨークに移住し、ブロードウェイの俳優ウォルター・ハンプデンのマネージャーをしていた叔父に引き取られる事となった。

## ブロードウェイ時代
1925年、エントウィスルは、（現在は、ボストン大学のHuntington Theatreである）Henry Jewett's Repertory の学生としてボストンに滞在していたが、彼女はそこで著名なミュージカルプレーヤーとして全国的な名声を高める事となる。ウォルター・ハンプデンは、エントウィスルに自身のプロダクションの公演でエセル・バリモア主演ハムレットの中の出演者名の出ない端役を与えた。その時彼女に与えられたのは、劇中で王の毒杯を持つ役だった。
後にエントウィスルは、ヘンリック・イプセンの「野鴨」で「Hedvig」役を演じている。そのステージを見たベティ・デイヴィスは母親に、「自分はペグ・エントウィスルの様になりたい」と語った。数年後、ブロードウェイの演出家Blanche Yurkaがベティ・デイヴィスに「Hedvig」役出演の打診をした所、「ペグ・エントウィスルのステージを見るまで、自分はいつかこの役をやりたいと思っていましたが、彼女のステージを見た後となっては、彼女こそこの役に最適であると感じます」との返答があった。
1926年、エントウィスルはニューヨークの Theatre Guild に移籍し、6月にはThe Selwyn Theatreに於けるブロードウェイ公演「The Man from Toronto」で初めてクレジットのある「Martha」役を演じており、通算28回の公演が行われた。エントウィスルは1926年から1932年までの間、 Theatre Guild 所属のミュージカル女優として、 ジョージ・コーハン、ウィリアム・ジレット、ボブ・カミングス、ドロシー・ギッシュ、 ヒュー・シンクレア、ヘンリー・トラヴァーズ、ローレット・テーラー等と共に活動した。 彼女のロングラン公演記録は、1927年のシドニー・トーラーと共演の「トミー」で合計232回の舞台をこなし、彼女にとって最も印象深い役となった。
1927年、エントウィスルは、アメリカ人俳優ロバート・キースとニューヨーク市書記局のチャペルで結婚したが、1929年5月に離婚した。彼女は、夫の虐待の容疑と共に、夫に離婚歴があり、6歳の男の子（後に俳優となったブライアン・キース）がいた事を隠していたと主張した。
1927年9月のステージ「招かれざる客」は、わずか7回の公演で終了したが、ニューヨーク・タイムズの批評家J. B. アトキンソンは、「ペグ・エントウィスルは、期待以上の演技をした」と書いている。
彼女は、 Theater Guild に所属しながらもブロードウェイ中のミュージカルに出演するようになり、1927年のニューヨーク・タイムスの日曜コラムに、2年後にはカリフォルニアの地方紙オークランド･トリビューンにも毎週イメージを変えて載る様になった。

「シャーロックホームズとフォークナー嬢の不思議な事件」の様なサスペンスドラマに出演すると同時に、喜劇や純情な少女の様な役にも積極的意欲を見せた。1929年のインタビューの中で彼女は次の様に述べている。
「私は、説得力がある役を演じたいと思います。 恐らくそれは最も簡単であると同時に、私にとって最も難しいものであるからでしょう。いかなる感情表現の場面においても、私は全身の神経を集中して繊細な感情表現をしなければなりません。私が最初の台詞の一言でこの域にたどり着くならば、後の台詞は自然についてきます。 しかし、もし失敗するならば、私は後の台詞のバランスを考えなければなりません、こうなった場合は、全ての特徴描写は失敗に終わります。 私自身を騙しているのを感じます。 私以外の女優さんが私の様な経験をしているのか、私には分かりませんが、私はいつもその事について悩まされます。」
1932年初頭、エントウィスルにとって最後のブロードウェイ舞台となるジェームス・マシュー・バリーの「Alice Sit-by-the-Fire」に臨んだ。これはローレット・テーラーも同じく主演した舞台だったが、テーラーはアルコール使用障害で2度欠番し、チケットの払い戻し騒動があった後公演は中止され、エントウィスルと他の俳優たちは、公演前の契約で定めた割合の僅か1週間分の給料を手渡されたのみだった。

## ハリウッド時代
1932年、世界恐慌の影響が高まる中、エントウィスルはロサンゼルスの地にあって、5月23日から6月4日までBelasco Theater にて演じられた舞台「The Mad Hopes」（監督ロムニー・ブレント、主演ビリー・バーク）に出演した。演劇批評家のフロウ・ローレンスは次の様にコメントしている。
「Belasco と Curran は、最も効果的に新しい演出を行い、このロムニー・ブレント作品にキャストとしての方向性において新しい特徴を与えました。 （製作者）ベーラ・ブラウ ... 最高の品質のコメディ分野を開発しました。 衣装および舞台装置はすばらしい品質で、そして、全ての細かい点においてニューヨークのステージから写されたようにまったく適合しています。キャストにおいて、ペグ・エントウィスルとハンフリー・ボガートは、主役（ビリー・バーク）をうまくサポートして最初のポイントをおさえ、そして、両人ともすばらしい、シリアスな演技をします。 エントウィスル嬢の演じる漠然とした、若い娘（ジュネーブ・ホープ）の母役のまじめな演技が、青春期の魅力的なシーンを魅せてくれます。...」

### Thirteen Women
『The Mad Hopes』撮影終了後、RKO 配給によるエントウィスル唯一のクレジット映画となる、ティファニー・テーラー原作スリラー映画「Thirteen Women」（脚本：デヴィッド・O・セルズニック、主演：マーナ・ロイ、アイリーン・ダン）の撮影が、ヘイズ・コードに基づき、高制作予算にて開始された。エントウィスルは、助演女優として「Hazel Cousin」役のショートシーンを演じた。この映画はエントウィスルが死去してからおよそ1ヵ月後の1932年10月14日に、ニューヨークのRoxy Theatreにて封切られ、ロサンゼルスでは11月11日に封切られたが、大して話題にもならず、商業的にも成功しなかった。1935年に、オリジナル73分の中から14分カットされて再封切りされた。 2008年、アメリカの娯楽雑誌「バラエティ」が、『Thirteen Women』の特集を組み、最も初期の「複数女性の共演による映画」であるとする評価を述べている。

## 死去
1932年9月18日の日曜日、匿名の女性から警察に、ハイキングの途中、ハリウッドサイン（当時は HOLLYWOODLAND と表示されていた）の下で死体を見つけた、という通報があった。そして「上着と靴、財布が束になってハリウッド警察署の階段に置いてあった」と警察の電話筆記録に記録されている。刑事と2人の無線パトカー警官が 、身なりの整った、ブロンドの髪の、青い目の身元不明女性の遺体をハリウッドサインの100フィート下の峡谷で発見した。彼女の叔父が出した捜索願いの2日後に、警察署で見つかった財布の中にあった遺書の「P.E.」のイニシャルを叔父が新聞上で発見するまで、エントウィスルは行方不明だった。2日前の9月16日（金曜日）に、彼女が散歩がてら薬局に行き、友人と会うと言い残していたことを叔父は証言した。だが警察は、彼女が 「マウント・リー」の南斜面近くの Beachwood Drive の叔父の家から帰る途中、ハリウッドサインに向かって歩き出し、作業用はしごを上って「Ｈ」文字の最高部に上がり、そこから飛び降りたのだろうと推測した。死因は「骨盤の複数の骨折」と検死官によって発表された。
新聞に載った遺書には次の様に遺されている：
「私は怖い、私は臆病者です。 すべての事にお詫びします。 私がもっと前にこうしていたならば、多くの痛みを感じることはなかったでしょう。 P.E.」
エントウィスルの死は広く知れ渡り、しばしば衝撃的に扱われた。彼女の葬式はハリウッドで執り行われ、遺体は荼毘に付された。遺灰は彼女の父の墓のあるオハイオ州グレンデールの「オークヒル墓地」に送られ1933年1月5日に父の隣に埋葬された。2010年にソーシャル・ネットワーキング・サービスFacebook上でエントウィスルの墓碑を建造する為の募金活動が行われ、9月16日に墓碑が完成するまで墓地に彼女の名前は刻まれていなかった。その日はちょうど、彼女の78回忌に当たると信じられている日である。
有名になることを夢見て途中で挫折し自殺、その自殺のせいで世間に知られるようになったというテーマで、ドラマの題材にされるほど知られた事件となった。最近では『ハリウッドの亡霊』（スーパーナチュラルのエピソード一覧）がある。